# Kembiri
Kembiri is een bestuurslaag in het regentschap Belitung van de provincie Bangka-Belitung, Indonesië. Kembiri telt 3241 inwoners (volkstelling 2010).